# HMS Bull (1546)
HMS Bull – angielski czteromasztowy galeas zbudowany w 1546 roku, za panowania króla Henryka VIII, wraz z trzema innymi okrętami (w tym podobnym galeasem HMS "Tiger"), wycofany ze służby w 1603 roku.
Okręt był uzbrojony w 18 dział, rozmieszczonych na pokładzie zajmowanym przez wioślarzy.